# Дипсадинові
Товстоголові змії, Дипсадинові (Dipsadinae, syn. — Xenodontinae) — велика підродина змій родини полозових (Colubridae).

## Таксономія
Типовий рід — «товстоголова змія», Dipsas.
У складі цієї підродини розрізняють 96 родів та 732 види.

## Опис
Загальна довжина представників цієї підродини від 30 см до 3 м. Середня довжина становить 80—120 см. Голова дуже коротка товста, у деяких пласка. Очі маленькі. Тулуб щільний та стрункий. Хвіст довгий. Права та ліва половини нижньої щелепи цих змій нерухливі, щелепи жорстко з'єднані одна з одною, нездатні розсуватися у боки. Відсутня борозенка на підборідді, його вкриває велика луска, яка щільно налягає одна на одну краями. Задній зуб з кожного боку верхньої щелепи сильно подовжений й трохи загнутий назад.
Забарвлення досить різноманітне — коричневе, оливкове, зелене, сіре. Черево зазвичай світліше за спини.

## Спосіб життя
Полюбляють ліси, савани, трав'янисті місцини, чагарникові хащі. Більшість тримаються біля водойм. Гарно лазають, плавають та пірнають. Харчуванні земноводними, рибою, дрібними безхребетними, слимаками, равликами, іноді гризунами та ящірками.
Більшість яйцекладні змії, хоча деякі роди живородні.

## Розповсюдження
Мешкають у Центральній та Південній Америці.

## Роди
| - Amastridium - Amnesteophis - Apostolepis - Arrhyton - Atractus - Boiruna - Borikenophis - Caaeteboia - Calamodontophis - Caraiba - Carphophis - Cenaspis - Cercophis - Chersodromus - Clelia - Coniophanes - Conophis - Contia - Crisantophis - Cryophis - Cubophis - Diadophis - Diaphorolepis - Dipsas - Ditaxodon - Drepanoides - Echinanthera - Elapomorphus - Emmochliophis - Enuliophis - Enulius - Erythrolamprus - Farancia - Geophis | - Gomesophis - Haitiophis - Helicops - Heterodon - Hydrodynastes - Hydromorphus - Hydrops - Hypsiglena - Hypsirhynchus - Ialtris - Imantodes - Leptodeira - Lioheterophis - Liophis - Lygophis - Magliophis - Manolepis - Mussurana - Ninia - Nothopsis - Omoadiphas - Oxyrhopus - Phalotris - Philodryas - Phimophis - Plesiodipsas - Pseudablabes - Pseudalsophis - Pseudoboa - Pseudoeryx - Pseudoleptodeira - Pseudotomodon - Psomophis | - Ptychophis - Rhachidelus - Rhadinaea - Rhadinella - Rhadinophanes - Saphenophis - Sibon - Sibynomorphus - Siphlophis - Sordellina - Synophis - Tachymenis - Taeniophallus - Tantalophis - Thalesius - Thamnodynastes - Tomodon - Tretanorhinus - Trimetopon - Tropidodipsas - Tropidodryas - Umbrivaga - Uromacer - Uromacerina - Urotheca - Xenodon - Xenopholis - Xenoxybelis |